# ATP5G2
ATP5G2 (англ. ATP synthase, H+ transporting, mitochondrial Fo complex subunit C2 (subunit 9)) – білок, який кодується однойменним геном, розташованим у людей на короткому плечі 12-ї хромосоми. Довжина поліпептидного ланцюга білка становить 141 амінокислот, а молекулярна маса — 14 637.
| 10         |  | 20         |  | 30         |  | 40         |  | 50         |
| ---------- |  | ---------- |  | ---------- |  | ---------- |  | ---------- |
| MFACSKFVST |  | PSLVKSTSQL |  | LSRPLSAVVL |  | KRPEILTDES |  | LSSLAVSCPL |
| TSLVSSRSFQ |  | TSAISRDIDT |  | AAKFIGAGAA |  | TVGVAGSGAG |  | IGTVFGSLII |
| GYARNPSLKQ |  | QLFSYAILGF |  | ALSEAMGLFC |  | LMVAFLILFA |  | M          |

A: Аланін

C: Цистеїн

D: Аспарагінова кислота

E: Глутамінова кислота

F: Фенілаланін

G: Гліцин

I: Ізолейцин

K: Лізин

L: Лейцин

M: Метіонін

N: Аспарагін

P: Пролін

Q: Глутамін

R: Аргінін

S: Серин

T: Треонін

V: Валін

Задіяний у таких біологічних процесах, як транспорт іонів, транспорт, транспорт протонів, альтернативний сплайсинг. 
Білок має сайт для зв'язування з ліпідами. 
Локалізований у мембрані, мітохондрії.